# Всесвітній день народонаселення

Всесвітній день народонаселення (англ. World Population Day) — міжнародний день, що відзначається 11 липня.
Мета дня — привернути увагу до питань народонаселення, програмам спільного розвитку, пошуку рішення загальних проблем.

## Історія дня
Установлений ООН в 1989 році на згадку про День п'яти мільярдів — 11 липня 1987 року — день, коли чисельність населення Землі перевищила 5 млрд осіб.
Всесвітній день народонаселення щороку має певну основну тематику:
- 2009 — Навчання дівчат
- 2008 — Планування майбутнього — планування сім'ї
- 2007 — Чоловіки як партнери в справі охорони здоров'я матері
- 2006 — Молоді люди
- 2005 — Рівність допомагає